# Olaf Herbert Schumann
Olaf Herbert Schumann (* 5. November 1938 in Dresden) ist ein deutscher evangelischer Theologe.

## Leben
Von 1966 bis 1968 war er Deutschlektor an der Universität Assiut. Von 1970 bis 1981 war er wissenschaftlicher Mitarbeiter am Rat der Kirchen in Indonesien in Jakarta. Nach der Promotion 1972 zum  Dr. theol. in Tübingen lehrte er von 1981 bis 2004 als Universitätsprofessor für Missions-, Ökumene- und Religionswissenschaften in Hamburg. Von 1989 bis 1992 lehrte er als Gastprofessor an der Theologischen Hochschule Jakarta. Von 2006 bis 2016 war er unbesoldeter Gastdozent am Sabah Theological Seminary in Kota Kinabalu.
Seine Arbeitsschwerpunkte sind zeitgenössische Strömungen in den Religionen, insbesondere im Islam und im Buddhismus, Religions- und Kulturgeschichte Südost- und Ost-Asiens, gegenseitige Beeinflussung von Christentum und anderen Religionen, Theologie der Religionen und Probleme des Zusammenlebens in multireligiösen Gesellschaften (interreligiöser Dialog).

## Bibliografie (Auswahl)
- Der Christus der Muslime. Christologische Aspekte in der arabisch-islamischen Literatur (= Missionswissenschaftliche Forschungen. Band 10). Gütersloher Verlagshaus Mohn, Gütersloh 1975, ISBN 3-579-04263-7 (zugleich Dissertation, Tübingen 1972).
- Herausgefordert durch die Pancasila. Die Religionen in Indonesien, in: U. Tworuschka (Hg.), Gottes ist der Orient – Gottes ist der Okzident. Festschrift für Abdoljavad Falaturi zum 65. Geburtstag. Köln-Wien: Böhlau Verlag 1991, 322–343.
- Staat und Gesellschaft im heutigen Indonesien, in: Die Welt des Islams 33, 1993, 182–218.
- Der Islam in Südostasien (Indonesien, Malaysia, Philippinen, Thailand, Singapur, Brunei), in: W. Ende und U. Steinbach (Hg.), Der Islam in der Gegenwart etc., München, überarb. und ergänzte Aufl. 1996, 367–408, 915–917, 854–857 (zur 1. Aufl. siehe 1984).
- Hinaus aus der Festung. Beiträge zur Begegnung mit Menschen anderen Glaubens und anderer Kultur (= Studien zum interreligiösen Dialog. Band 1). EB-Verlag, Hamburg 1997, ISBN 3-930826-24-0.
- Wer nur eine Religion kennt, kennt keine. Zum Studium fremder Religionen innerhalb des Theologiestudiums., in: Th. Ahrens (Hg.), Zwischen Regionalität und Globalisierung. Studien zu Mission – Ökumene – Religion (= Perspektiven der Weltmission, 25). Ammersbek bei Hamburg 1997, 205–248.
- Zur Geschichte der Inkulturation des Islam in Südost-Asien., in: A. Noth und J. Paul (Hg.), Der islamische Orient. Grundzüge seiner Geschichte. Würzburg: Ergon Verlag 1998, 547–583.
- Die Religionen in Südostasien: Der Islam., in: B. Dahm und R. Ptak (Hg.), Südost Asien Handbuch. Geschichte, Gesellschaft, Politik, Wirtschaft, Kultur. München: C.H. Beck 1998, 434–453.
- Zentrale Texte des Glaubens. Texte aus Hinduismus, Buddhismus, Judentum, Christentum, Islam. Ausgewählt und kommentiert. Radius, Stuttgart 2002, ISBN 3-87173-240-0.
- Civil society versus Masyarakat Madani: In Search for an Appropriate Paradigma for a Modern Society in Indonesia., in: F. L. Bakker, J. S. Aritonang (eds.), On the Edge of Many Worlds. (Festschrift Karel Steenbrink). Zoetermeer 2006, 115–125.
- Öffentliche Verantwortung der Religionsgemeinschaften in Indonesien, dem Land der Pancasila, in: Chr. Lienemann-Perrin, W. Lienemann (Hrsg.), Kirche und Öffentlichkeit in Transformationsgesellschaften. Stuttgart 2006, 359–400.
- Jihad for whom? The Radicalization of Religion as a Response to Political Oppression. From Turkish to Indonesian Islam., in: Journal of Indonesian Islam, vol 2, 2008, 240–266.